# Хить, Генриетта Леонидовна
Генриетта Леонидовна Хить (род. 10 марта, 1930, Нальчик) — советский и российский антрополог, одна из основоположников антропологической дерматоглифики в СССР и России.

## Биография
Родилась 10 марта 1930 года в Нальчике. В 1953 году окончила Московский Государственный Университет им. М. В. Ломоносова (биолого-почвенный факультет, кафедра антропологии), в 1953—1956 годах — аспирантка кафедры антропологии. В 1961 году была принята в штат Института этнографии АН СССР, где продолжает работать и в настоящее время.

## Научная деятельность
Главный научный сотрудник Института этнографии АН СССР, кандидат биологических наук, доктор исторических наук. Сфера научных интересов — расовая и этническая дерматоглифика, возрастная морфология расовых признаков. Является одним из основоположников антропологической дерматоглифики в СССР и России. Организатор и участник свыше 25 антропологических экспедиций.
Подготовила трёх кандидатов наук.